# Aurora Floyd
Aurora Floyd er en amerikansk stumfilm fra 1912 af Theodore Marston.

## Medvirkende
- Florence La Badie som Aurora Floyd
- Harry Benham som John Mellish
- David Thompson som John Conyers
- Justus D. Barnes
- William Garwood